# Hexapsalme
 (décembre 2016).
Si vous disposez d'ouvrages ou d'articles de référence ou si vous connaissez des sites web de qualité traitant du thème abordé ici, merci de compléter l'article en donnant les références utiles à sa vérifiabilité et en les liant à la section « Notes et références ».
L'Hexapsalme (du grec ancien : ἑξα : hexa, « six » et du grec ancien : ψαλμός : psalmos  : « chant ») est un groupe de six prières : les psaumes 3, 37, 62, 87, 102 et 142, qui, dans les Églises d'Orient — Églises orthodoxes et Églises catholiques de rite byzantin — sont lus au début de l'orthros, c'est-à-dire du service de l'aube, correspondant aux matines dans le rite romain.

### Articles liés
- Orthros

### Sources
- Orthodoxwiki
- Pages orthodoxes